# Kanton Zwehren
Der Kanton Zwehren  war eine Verwaltungseinheit im Distrikt Kassel des Departements der Fulda im napoleonischen Königreich Westphalen. Hauptort des Kantons und Sitz des Friedensgerichts für den Kanton war Niederzwehren, heute Stadtteil von Kassel. Der Kanton umfasste 14 Dörfer und Weiler, hatte 4.164 Einwohner und eine Fläche von 1,16 Quadratmeilen.
Zum Kanton gehörten die Orte:
- Niederzwehren, mit Neumühle
- Altenbauna
- Altenritte
- Elgershausen
- Großenritte
- Guntershausen
- Hertingshausen
- Kirchbauna
- Nordshausen
- Oberzwehren
- Rengershausen, mit Knallhütte und Freienhagen